# Fondo d'en Roig
Fondo d'en Roig és un jaciment arqueològic situat al terme municipal de Cunit (Baix Penedès), declarat bé cultural d'interès nacional.
Correspon a una petita granja ibèrica activa entre els segles IV i III aC. Es tracta d'un dels pocs establiments rurals ibers localitzats a Catalunya conservat en bon estat.
La singularitat del conjunt rau, en les valuoses dades que ha aportat sobre les activitats que els cessetans hi van desenvolupar: producció agrícola, emmagatzematge de cereals, oli, vi, etc. Probablement, l'establiment estava vinculat a l'explotació d'una via de transhumància la qual comunicava la costa amb l'interior.
Va ser descobert el 1996 durant les obres d'arranjament per la construcció de l'autopista C-32, motiu pel qual té la particularitat de trobar-se sota d'aquesta infraestructura.
És un jaciment gairebé únic que ens permet aprofundir notablement en el coneixement de la vida de la societat ibera a la costa cossetana.